# 세도 동곡서원 흥학당
세도 동곡서원 흥학당은 충청남도 부여군 세도면에 있다. 2003년 12월 31일 부여군의 향토문화유산 제66호로 지정되었다.

## 같이 보기
- 동곡서원 - 충청남도 문화재자료 제92호